# Pendolo di Foucault

L'animazione del pendolo di Foucault, situato in questo caso nell'emisfero Australe, evidenzia la direzione di rotazione antioraria. La velocità di rotazione è fortemente esagerata rispetto alla realtà. Inoltre, un pendolo di Foucault reale, rilasciato dal punto di riposo, non passa direttamente per la sua posizione di equilibrio (ovvero il centro della rosa dei venti, il diagramma rappresentato in figura) a differenza di quanto avviene nell'animazione.

Il pendolo di Foucault (IPA: [fuˈko]), così chiamato in onore del fisico francese Jean Bernard Léon Foucault, fu concepito come esperimento per dimostrare la rotazione della Terra grazie all'effetto della forza di Coriolis.

## Descrizione

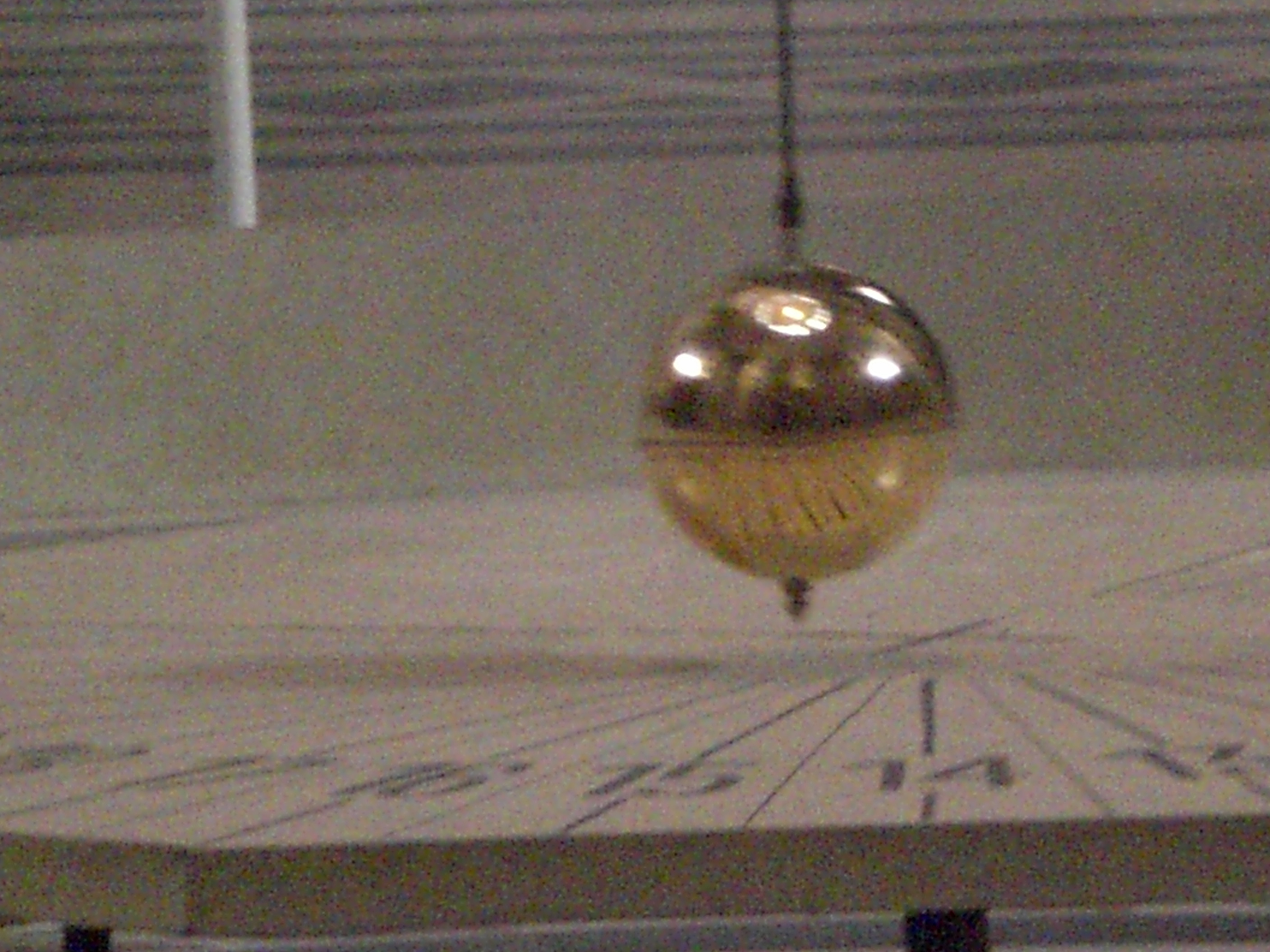
Il pendolo nel Panthéon di Parigi.

Si tratta di un pendolo libero di oscillare in ogni direzione per circa 24 ore. Il primo pendolo di Foucault fu presentato al pubblico nel 1851, ed era costituito da una sfera di 28 kg sospesa alla cupola del Pantheon di Parigi con un filo lungo 67 m. In un sistema inerziale, avrebbe tracciato linee sempre nella medesima direzione, ma non fu così.
A ogni latitudine della Terra, tranne che lungo la linea dell'equatore, si osserva che il piano di oscillazione del pendolo ruota lentamente. Al Polo Nord e al Polo Sud la rotazione avviene in un giorno siderale: il piano di oscillazione si mantiene fermo mentre la Terra ruota, in accordo con la legge del moto di Newton.
Alle altre latitudini il piano di oscillazione ruota con un periodo R inversamente proporzionale al seno della latitudine stessa (α); a 45° la rotazione avviene ogni 1,4 giorni, a 30° ogni 2 giorni e così via:
{\displaystyle R={\frac {24\ \mathrm {h} }{\sin \alpha }}}
La rotazione avviene in senso orario nell'emisfero boreale e in senso antiorario nell'emisfero australe. L'idea può essere difficile da comprendere a fondo, ma ha portato Foucault a ideare nel 1852 il giroscopio. L'asse del rotore del giroscopio segue sempre le stelle fisse; il suo asse di rotazione appare ruotare sempre una volta al giorno a qualunque latitudine.
Il pendolo di Foucault è impegnativo da costruire poiché piccole imprecisioni possono causare errori nell'oscillazione che mascherano l'effetto della rotazione terrestre. La resistenza dell'aria inoltre frena l'oscillazione; per questo motivo nei musei i pendoli incorporano un elettromagnete o altro dispositivo per mantenere in moto il sistema.

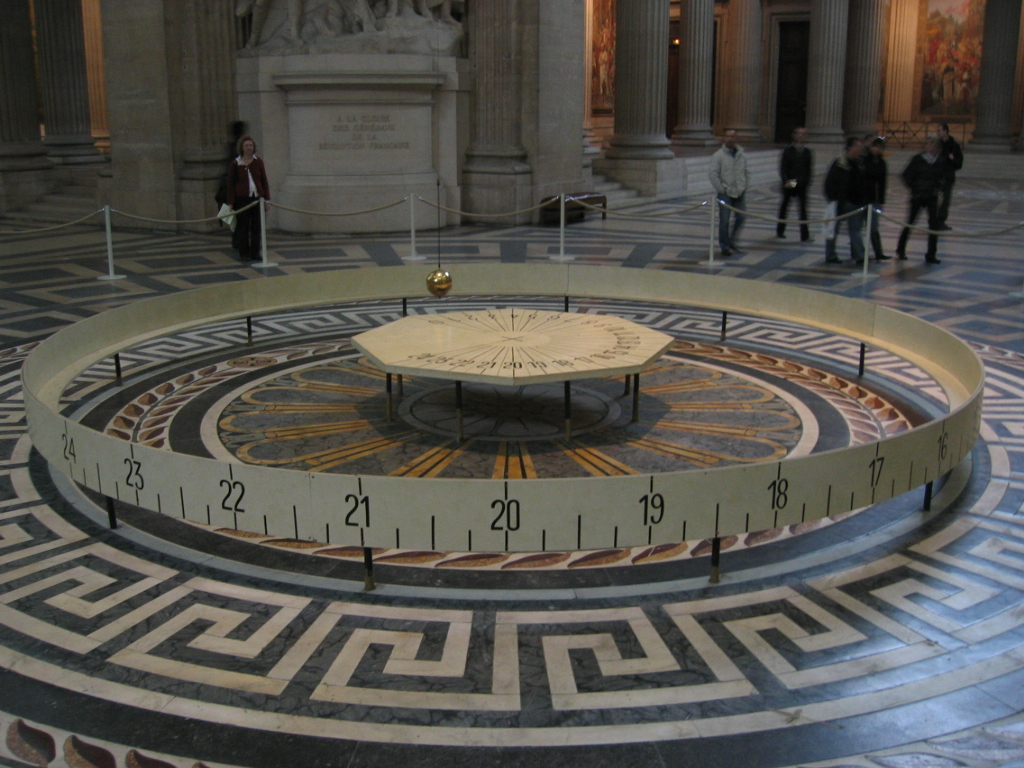
Il pendolo di Foucault installato nel Pantheon di Parigi
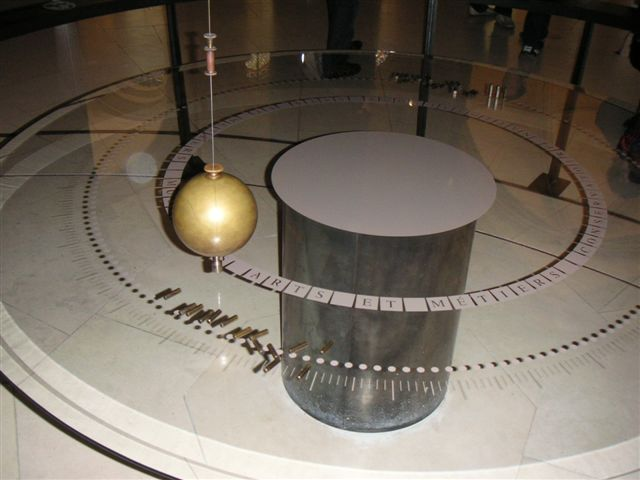
Pendolo installato al Conservatorio Nazionale di Arti e Mestieri di Parigi
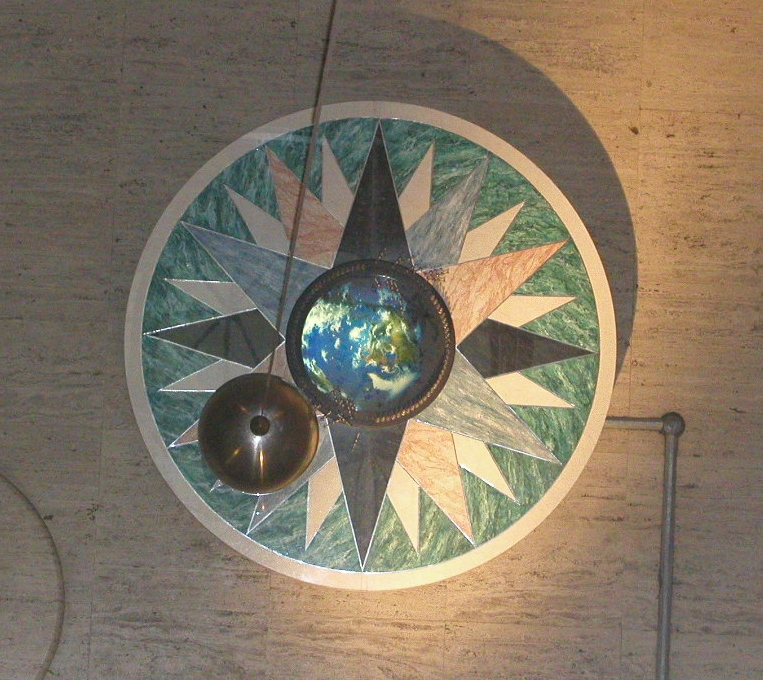
Pendolo al Franklin Institute di Filadelfia (Pennsylvania)
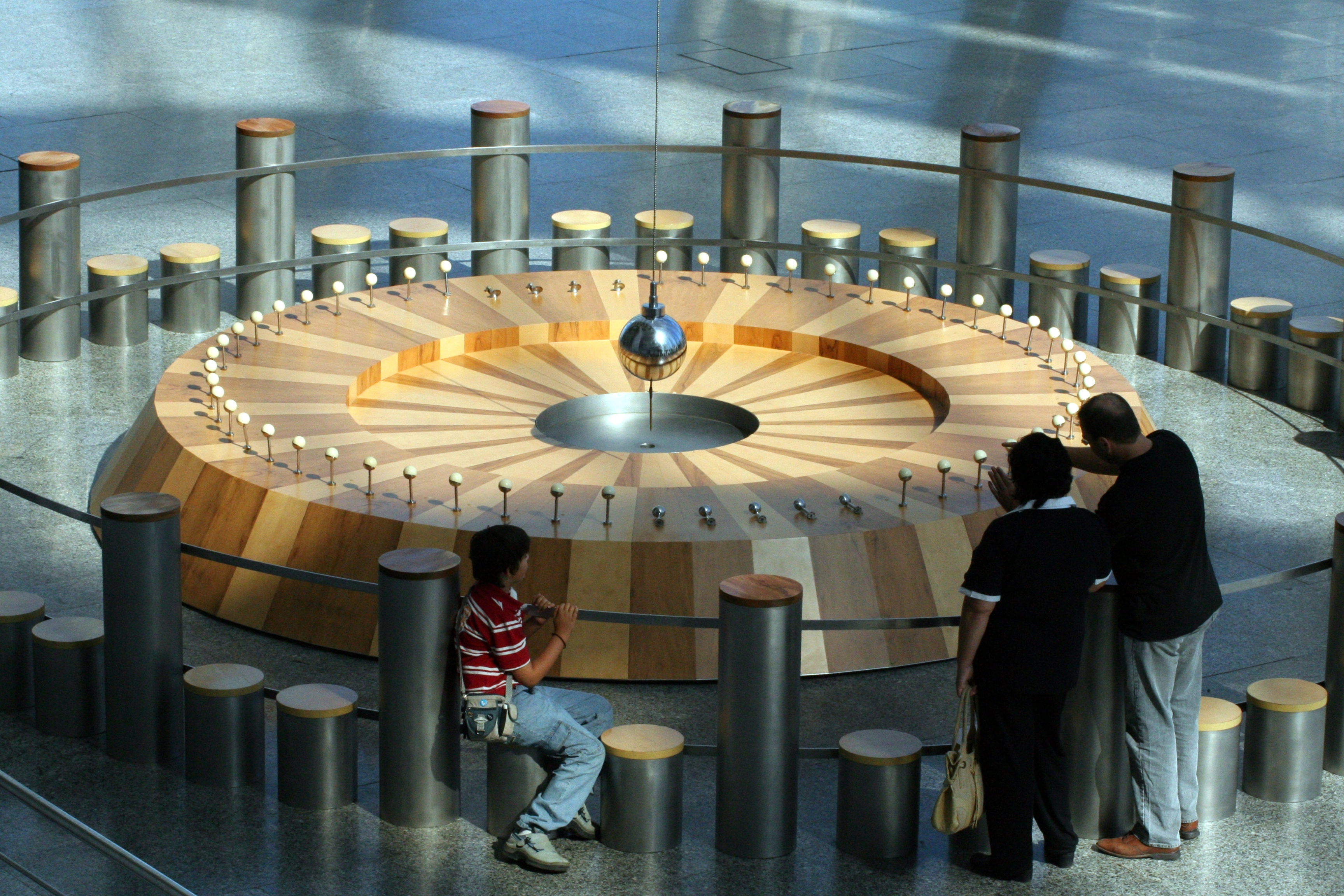
Pendolo di Foucault al Museo delle Scienze della Ciudad de las Artes y las Ciencias di Valencia
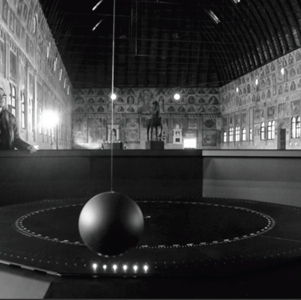
Pendolo di Foucault nel Palazzo della Ragione a Padova
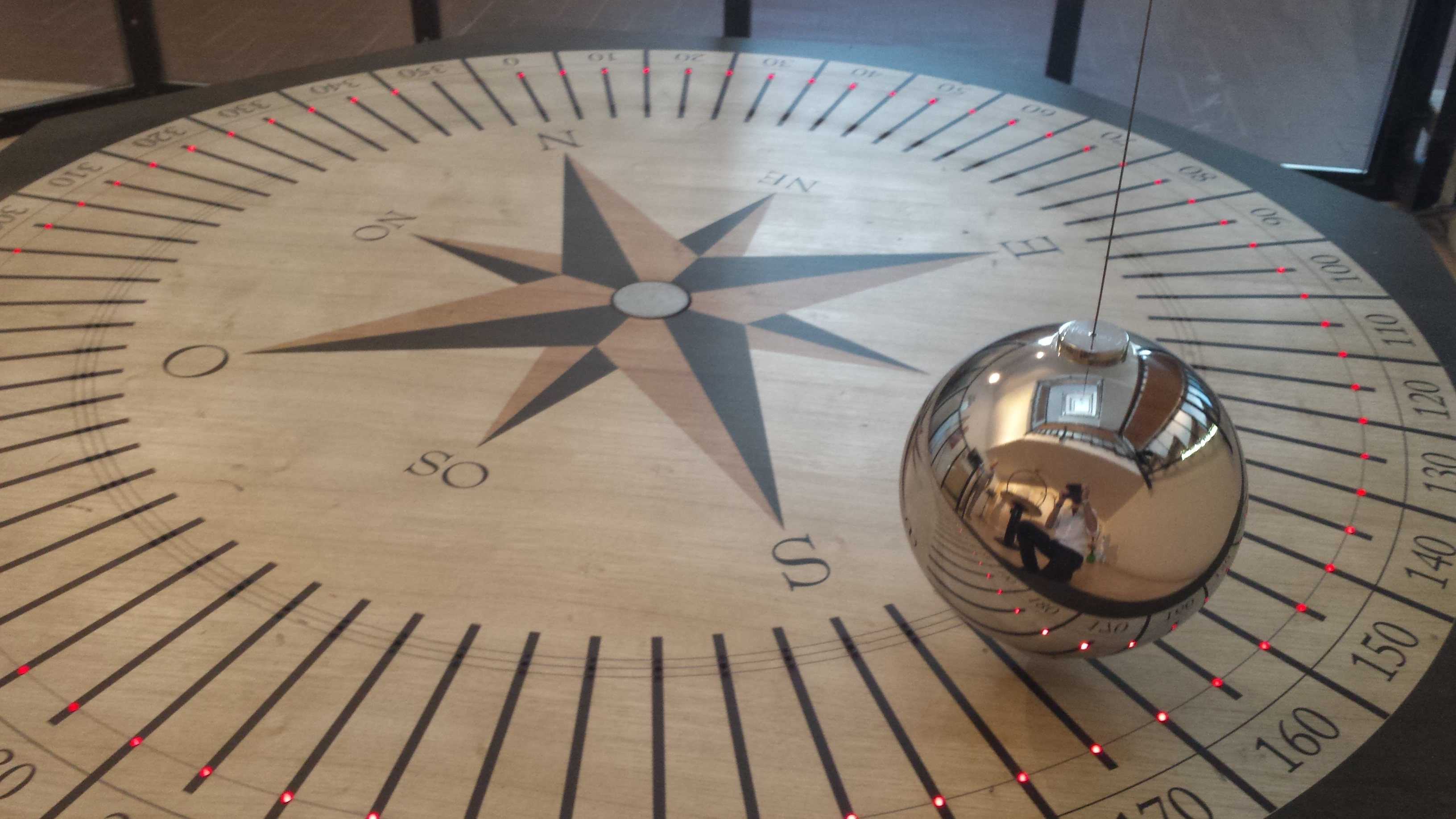
Pendolo di Foucault realizzato all'interno del Liceo Scientifico Galileo Galilei a Siena

## Legge oraria
Si consideri un sistema rotante in {\displaystyle \mathbb {R} ^{3}}. L'energia cinetica {\displaystyle T} del sistema è 
data dalla forma
{\displaystyle T={\frac {m}{2}}(\mathbf {v} +\mathbf {\Omega } \times \mathbf {x} )^{2}={\frac {m}{2}}\mathbf {v} ^{2}+m\mathbf {v} \cdot (\mathbf {\Omega } \times \mathbf {x} )+{\frac {m}{2}}(\mathbf {\Omega } \times \mathbf {x} )^{2}}
dove {\displaystyle \mathbf {\Omega } } è la velocità angolare dell'intero sistema diretta lungo l'asse istantaneo di rotazione. Essa rappresenta la somma di un termine cinetico vero e proprio, di uno proveniente dalla forza di Coriolis e da uno centrifugo. Considerando ora una piccola velocità angolare, l'ultimo termine della precedente equazione può essere senza problemi trascurato. Inoltre per comodità si porrà la massa del sistema uguale a uno.
Poiché il moto del pendolo avviene su un piano perpendicolare alla superficie terrestre in un punto di latitudine {\displaystyle \alpha }, la velocità angolare della Terra ({\displaystyle \mathbf {\Omega } }) può essere semplicemente scritta in componenti (prendendo gli assi cartesiani solidali al piano in cui si svolge il moto) in questa maniera:
{\displaystyle \mathbf {\Omega } =(\Omega \cos \alpha ,0,\Omega \sin \alpha )}
Nell'approssimazione di piccole oscillazioni, il pendolo può essere assimilato ad un oscillatore armonico bidimensionale, il cui potenziale {\displaystyle V}, detta {\displaystyle \omega } la pulsazione, ha l'espressione
{\displaystyle V={\frac {\omega ^{2}}{2}}\mathbf {x} ^{2}}
e quindi la lagrangiana del sistema vale
{\displaystyle {\mathcal {L}}=T-V={\frac {\mathbf {v} ^{2}}{2}}+\mathbf {v} \cdot (\mathbf {\Omega } \times \mathbf {x} )-{\frac {\omega ^{2}}{2}}\mathbf {x} ^{2}}
Inserendo questa quantità nelle equazioni di Eulero-Lagrange si ottiene, ricordando l'antisimmetria del prodotto vettoriale,
{\displaystyle {\frac {\mathrm {d} }{\mathrm {d} t}}{\frac {\partial {\mathcal {L}}}{\partial {\mathbf {v} }}}-{\frac {\partial {\mathcal {L}}}{\partial {\mathbf {x} }}}={\frac {\mathrm {d} }{\mathrm {d} t}}(\mathbf {v} +(\mathbf {\Omega } \times \mathbf {x} ))-(\mathbf {v} \times \mathbf {\Omega } )+\omega ^{2}\mathbf {x} ={\frac {\mathrm {d} \mathbf {v} }{\mathrm {d} t}}+2(\mathbf {\Omega } \times \mathbf {v} )+\omega ^{2}\mathbf {x} =0}
A questo punto è possibile scrivere il prodotto {\displaystyle \mathbf {\Omega } \times \mathbf {v} } per componenti. Si noti tuttavia come la componente {\displaystyle z} di questo prodotto sia totalmente ininfluente per la dinamica del sistema: il moto infatti è vincolato al piano e tale componente verrebbe in ogni caso annullata dalla reazione vincolare. Il risultato è dato dunque dal vettore bidimensionale {\displaystyle (-\Omega v_{y}\sin \alpha ,\Omega v_{x}\sin \alpha )} .
Così le equazioni differenziali ottenute da quelle di Eulero-Lagrange si riducono al sistema lineare
{\displaystyle {\begin{cases}{\ddot {x}}=2\Omega \sin \alpha {\dot {y}}-\omega ^{2}{x}\\{\ddot {y}}=-2\Omega \sin \alpha {\dot {x}}-\omega ^{2}{y}\end{cases}}}
la cui soluzione è notevolmente semplificata ricorrendo alla variabile complessa {\displaystyle z=x+iy}.
Infatti {\displaystyle {\ddot {z}}={\ddot {x}}+i{\ddot {y}}=2\Omega \sin \alpha ({\dot {y}}-i{\dot {x}})-\omega ^{2}z=-2i\Omega \sin \alpha {\dot {z}}-\omega ^{2}z=0}.
A questo punto non resta che risolvere l'equazione differenziale al second'ordine. Ipotizzando una soluzione del tipo {\displaystyle z=z_{0}e^{\lambda t}} si trova
{\displaystyle \lambda ^{2}+2i\Omega \sin \alpha \lambda +\omega ^{2}=0}
da cui {\displaystyle \lambda =-i\Omega \sin \alpha \pm i\omega }
La soluzione finale del problema avrà quindi la forma
{\displaystyle z(t)=e^{-i\Omega \sin \alpha t}\left(z_{0}^{+}e^{i\omega t}+z_{0}^{-}e^{-i\omega t}\right)}
dove le costanti {\displaystyle z_{0}^{+}} e {\displaystyle z_{0}^{-}} sono desunte dalle condizioni iniziali.
In ogni caso la soluzione presenta un prodotto tra due termini: una rotazione di velocità angolare {\displaystyle \Omega \sin \alpha } e il moto di un oscillatore armonico bidimensionale. Il periodo della rotazione è {\displaystyle {\frac {2\pi }{\Omega \sin \alpha }}} che, sulla Terra, vale proprio {\displaystyle {\frac {24\,\mathrm {h} }{\sin \alpha }}}.